# Schienenverkehr in Tansania
Der Schienenverkehr in Tansania wird heute in drei technisch voneinander unabhängigen Eisenbahnsystemen, der Tansanischen Staatsbahn und der Tanzania–Zambia Railway (TAZARA), betrieben.

Eisenbahnnetz in Tansania (Stand 2011)

## Geschichte

### Sansibar
Auf Unguja, der Hauptinsel des Sansibar-Archipels, wurde eine erste Bahnstrecke im Jahr 1879 erbaut, die den Sultanspalast in der Stone Town mit seinem Landsitz im zehn Kilometer südlich gelegenen Chukwani verband. Die Wagen wurden zunächst von Maultieren gezogen. Ab 1881 kam eine Bagnall-Lokomotive zum Einsatz. Nach dem Tode von Sultan Bargash bin Said wurde diese Bahn wieder abgebaut und das Material verschrottet.
Von 1905 bis 1930 bestand eine weitere Strecke, die von der Stone Town zum nördlich gelegenen Sultanspalast in Bububu führte.

### Deutsche Kolonialzeit

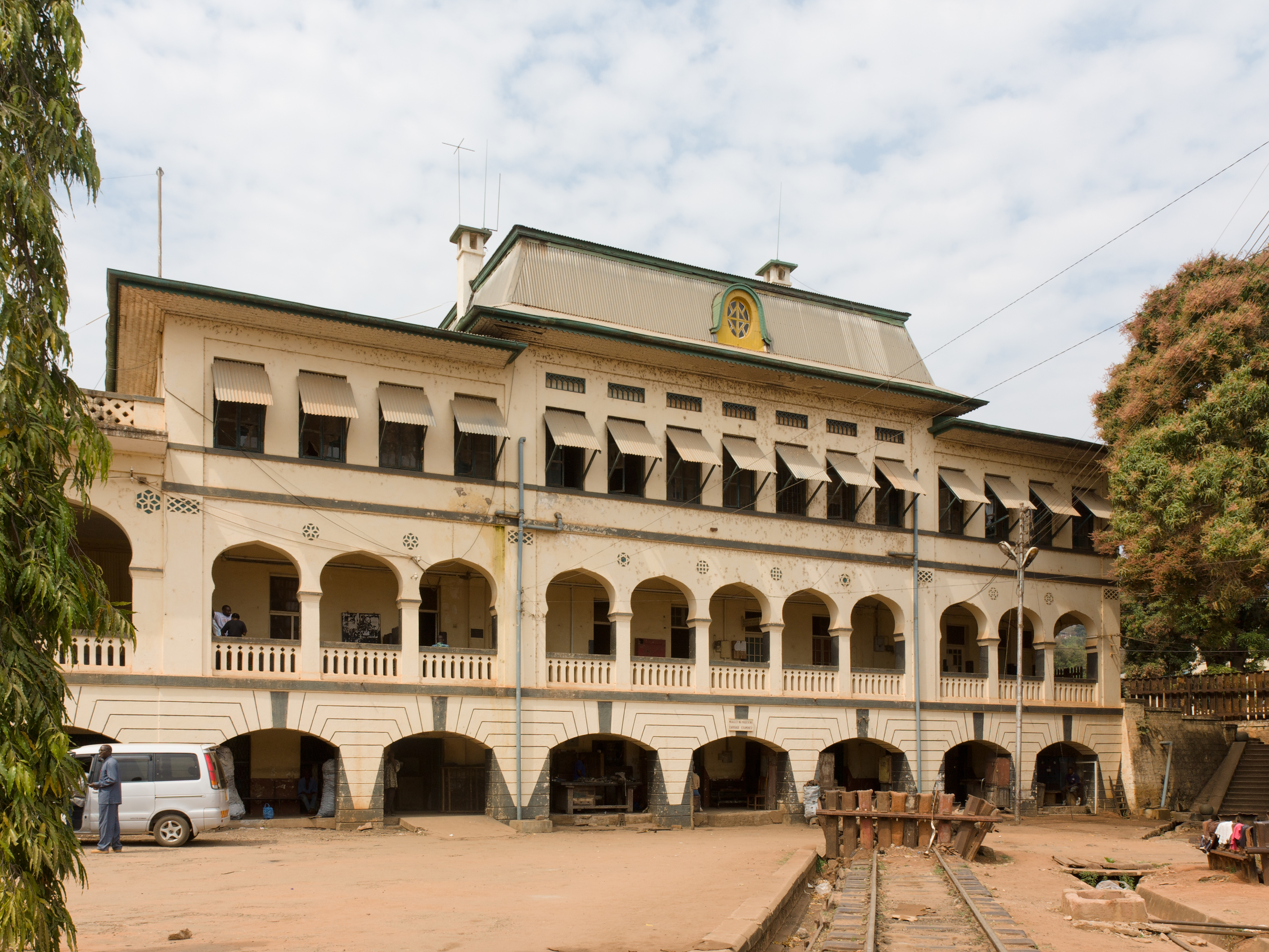
Bahnhof Kigoma, Gleisseite

Fahne der Ostafrikanischen Eisenbahngesellschaft (OAEG)

Die ersten Eisenbahnstrecken auf dem Festland entstanden zur Kolonialzeit, als das Gebiet des heutigen Tansania zu Deutsch-Ostafrika gehörte.

#### Nordbahn
1891 gründete die Deutsch-Ostafrikanische Gesellschaft eine Tochtergesellschaft mit dem Ziel, von Tanga am Indischen Ozean eine Verbindung zum Viktoriasee herzustellen. Hier und bei den weiteren Hauptbahnen der Kolonie wurde die Meterspur als Standard gewählt. Daneben entstanden für einzelne Sisalplantagen Feldbahnen in kleinerer Spurweite, in der Regel 600 mm.
Der Bau der Eisenbahn von Tanga ins Hinterland, der Usambarabahn, begann 1893. 1894 wurde der erste Streckenabschnitt bis Pongwe eröffnet. Die „Eisenbahngesellschaft für Deutsch-Ostafrika“ ging aber nach zwei Jahren und lediglich 40 km errichteter Strecke bis Muhesa in Konkurs. Daraufhin übernahm die deutsche Regierung das Projekt, und am 12. Juli 1899 erfolgte der erste Spatenstich für den Bau der Strecke Muhesa–Korogwe. Ab 1903 wurde die Strecke von Korogwe (84 km) nach Mombo (129 km) verlängert und 1905 eingeweiht. 1908/09 erreichte sie Bwiko bei Mkomazi und im Oktober 1911 Moshi (352 km). Eine geplante Verlängerung nach Aruscha (86 km) kam durch den Beginn des Ersten Weltkriegs nicht mehr zustande.

#### Mittelbahn
1904 wurde auch die Ostafrikanische Eisenbahngesellschaft (OAEG) gegründet, um eine Bahnstrecke von Daressalam aus in Richtung des Tanganjikasees, die Ostafrikanische Zentralbahn, voranzutreiben. Kigoma wurde am 2. Februar 1914 erreicht. Noch 1914 wurde damit begonnen, eine Strecke von Tabora in das Gebiet der Residentur Ruanda voranzutreiben, die Ruandabahn. Dieses Projekt wurde durch den Ausbruch des Ersten Weltkriegs im August 1914 nur teilweise verwirklicht. Während des Krieges wurde für die Schutztruppe eine provisorische Feldbahn zwischen Mombo und Handeni gebaut.

### Britisches Protektorat
Bereits während des Ersten Weltkriegs wurde 1915/16 eine Eisenbahnverbindung von Voi nach Tanganjika geschaffen, die südöstlich von Moshi an die Usambarabahn anschloss. Da sowohl die Eisenbahn von Britisch Ostafrika (Kenia) als auch die Usambarabahn eine Spurweite von 1000 mm aufweisen, war ein Übergang der Fahrzeuge ohne weiteres möglich. Das britisch besetzte Tanganjika wurde dem Vereinigten Königreich als Völkerbund-Mandat zugesprochen. Die neue Kolonialmacht richtete zum 1. April 1919 die Tanganjika Railways and Port Services als Betreibergesellschaft der Eisenbahnen im Mandatsgebiet ein.
1928 wurde die Bahnstrecke Tabora–Mwanza unter Nutzung der deutschen Vorarbeiten für die Ruandabahn eröffnet, 1930 die Usambarabahn bis Arusha verlängert. 1948 wurde als Zweigstrecke von der Zentralbahn die Strecke Msagali–Hororo, 1949/1950 die Strecke Kaliua–Mpanda eröffnet. Die Strecke nach Hororo wurde bereits 1951 wieder geschlossen.
1948 wurden die Tanganjika Railways and Port Services mit der Partnerorganisation, die in Uganda und Kenia bestand, zur East African Railways and Harbours Administration (ab 1969: East African Railways Cooperation) verschmolzen.
Ab 1949 errichtete die Overseas Food Cooperation im Rahmen des Tanganyika Groundnut Scheme ein Netz, später als Southern Province Railway bezeichnet, in der Spurweite 610 mm im Süden von Tanganjika, das den Hafen von Mikindani mit den Anbauregionen für Erdnüsse im Hinterland verband, letztendlich mehr als 250 km Streckenlänge erreichte und 1952 an die East African Railways and Harbours Administration überging.

### Republik Tansania
Ab 1961 wurde Tansania in mehreren Schritten unabhängig und vereinigte sich mit Sansibar in einer Föderation. In dieser Zeit wurde das bestehende Netz 1963 um eine küstennahe Verbindung der Zentralbahn und der Usambarabahn und 1965 um eine Stichstrecke von der Zentralbahn nach Süden, von Kilosa nach Kidatu, erweitert. Das südtansanische Schmalspurnetz wurde 1963 stillgelegt.
Ab 1964 fanden Gespräche zu einer Eisenbahnverbindung zwischen Tansania und Sambia statt. Nachdem Großbritannien daran kein Interesse gezeigt hatte, stieg die Volksrepublik China in das Projekt ein. Die vertraglichen Grundlagen dazu wurden 1967 geschlossen, die Tanzania-Zambia Railway (TAZARA) ein Jahr später als Kondominalbahn zwischen Tansania und Sambia gegründet. Die TAZARA wurde in der für Tansania neuen, aber im südlichen Afrika üblichen Kapspur mit 1067 mm und nach den dort üblichen technischen Normen wie der Saugluftbremse und der Janney-Kupplung errichtet. Die Strecke wurde in Teilstücken 1973 und 1974 dem Betrieb übergeben. 1976 wurde noch eine Stichstrecke nach Kitadu eröffnet, wo die von der Zentralbahn ausgehende, meterspurige Stichstrecke endet.
Aufgrund der unterschiedlichen Politik und der auseinanderdriftenden wirtschaftlichen Entwicklung in den beteiligten Staaten zerbrach 1977 die Ostafrikanische Union, womit sich auch alle gemeinsamen Strukturen auflösten. Die tansanische Eisenbahn – ohne die TAZARA – wurde nun als Tanzania Railways Cooperation (TRC) umgegründet. Wirtschaftlich ging es mit der Bahn, bedingt durch zunehmenden Autoverkehr, Korruption und politische Vernachlässigung, ständig bergab. Eine Reihe von Verbindungen wurden stillgelegt (etwa zwischen Arusha und Moshi) oder der Personenverkehr aufgegeben, wie auf der Usambarabahn.

## Schienenverkehr heute

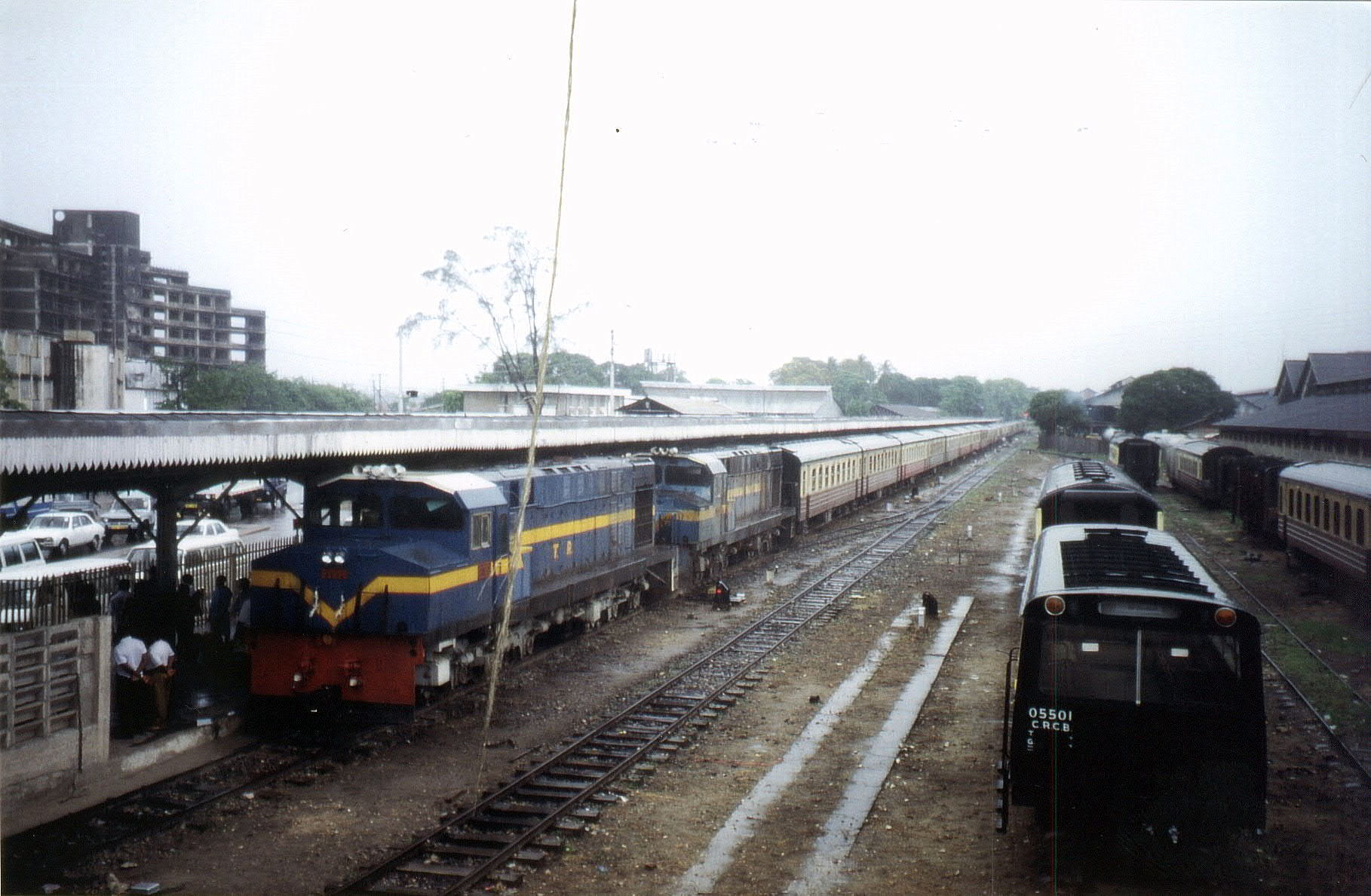
Zwei Dieselloks vor Personenzug im Bahnhof der TRC in Daressalam

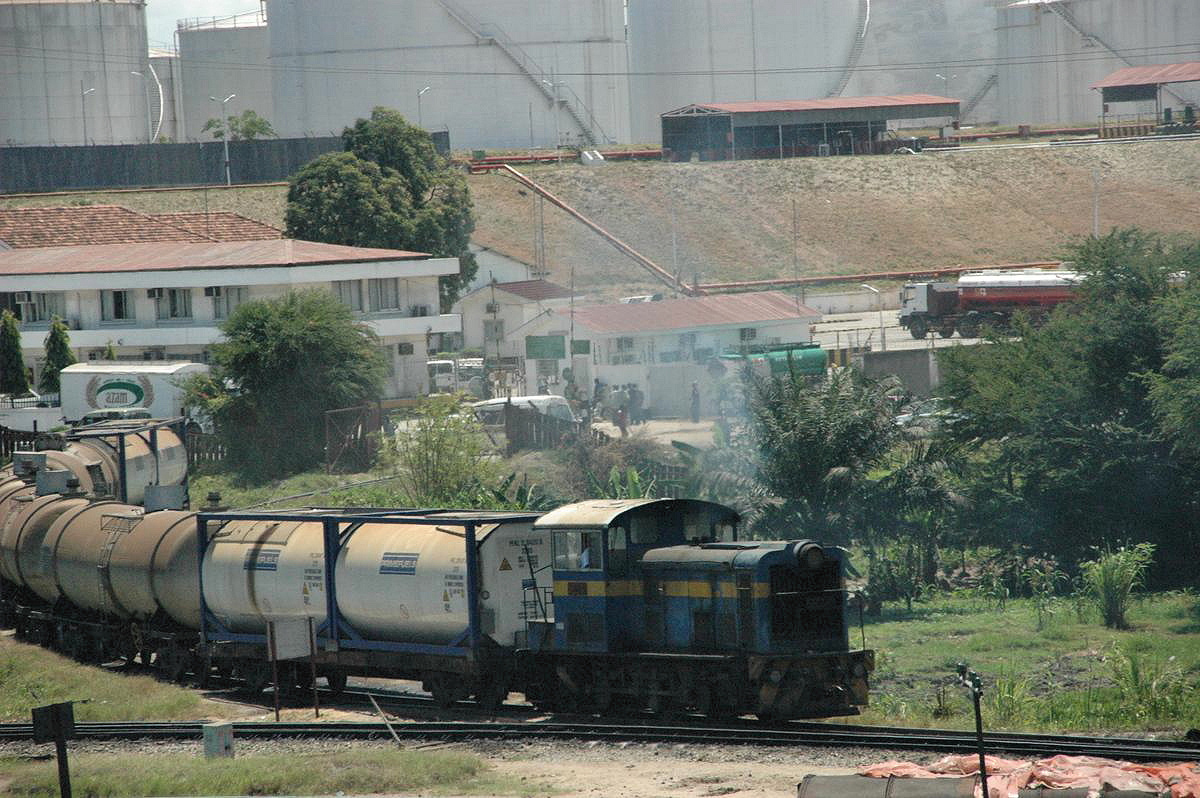
Güterzug in Daressalam

Im Personenverkehr gibt es drei Wagenklassen, wobei die erste ausschließlich und die zweite auch in Form von Schlafwagen existiert. Schlafwagen zweiter Klasse entsprechen dem Standard eines Liegewagens. Theoretisch möglicher grenzüberschreitender Verkehr nach Uganda (Trajekt) von Mwanza und nach Kenia findet wegen politischer Differenzen und politischer Unruhen in der Praxis seit Jahrzehnten nicht mehr statt. Auch ein Fahrzeugübergang durch Umspurung zwischen dem Meterspurnetz und der TAZARA an den Stellen, wo sich die beiden Systeme berühren, besteht nicht.

### Meterspur
Seit vielen Jahren hat der Verkehr der TRC abgenommen. Personenzüge fahren zurzeit regelmäßig nur noch auf der Zentralbahn ab dem Bahnhof Kamata über Pugu und zwei davon abzweigenden Strecken. Der Konkurrenz durch Busse ist die Bahn sowohl hinsichtlich Transportfrequenz, Preis und Geschwindigkeit unterlegen. Der verrottende Wagenpark kann das an Komfort nicht mehr ausgleichen. 2011 wurde wöchentlich nur noch ein Personenzug angeboten. Auch der Güterverkehr hat sich fast vollständig auf die Straße verlagert.
Seit 2003 suchte die tansanische Regierung die Lösung in einer Privatisierung ihrer Staatsbahn. Am 3. September 2007 kam es dann zur Gründung der Tanzania Railway Ltd., einer Gesellschaft, an der Tansania 49 % und die indische Gesellschaft Rail India Technical and Economic Services (RITES) Ltd. (TRC) 51 % hält. Der Betrieb der TRC liegt bei RITES. Die Weltbank bewilligte nach dieser Konsolidierung einen Kredit in Höhe von 33 Millionen US-Dollar, um Infrastruktur und Wagenpark zu modernisieren. 90 Lokomotiven, 1280 Güterwagen und 110 Personenwagen sollten ausgetauscht werden. In der Folge kam es zu Diskussionen über Netzerweiterungen, aus denen aber – bis jetzt – nichts folgte. Die in den Jahren zuvor stillgelegten Strecken und Leistungen wurden nicht wieder aufgenommen.
Nach Weisung des Präsidenten erfolgt 2018 eine Instandsetzung der früheren Usambarabahn, die Arbeiten sind bis Mombo abgeschlossen. Zwischen Mombo und Arusha ist der Bahnkörper noch mehrfach unterbrochen, unterspült und zugewachsen (Stand: Oktober 2018).
2024 wurde gemeldet, dass die Meterspurstrecken abseits der neu in Normalspur gebauten Bahnstrecke Daressalam–Mwanza (mit Abzweig nach Kigoma) saniert werden sollten.

### TAZARA

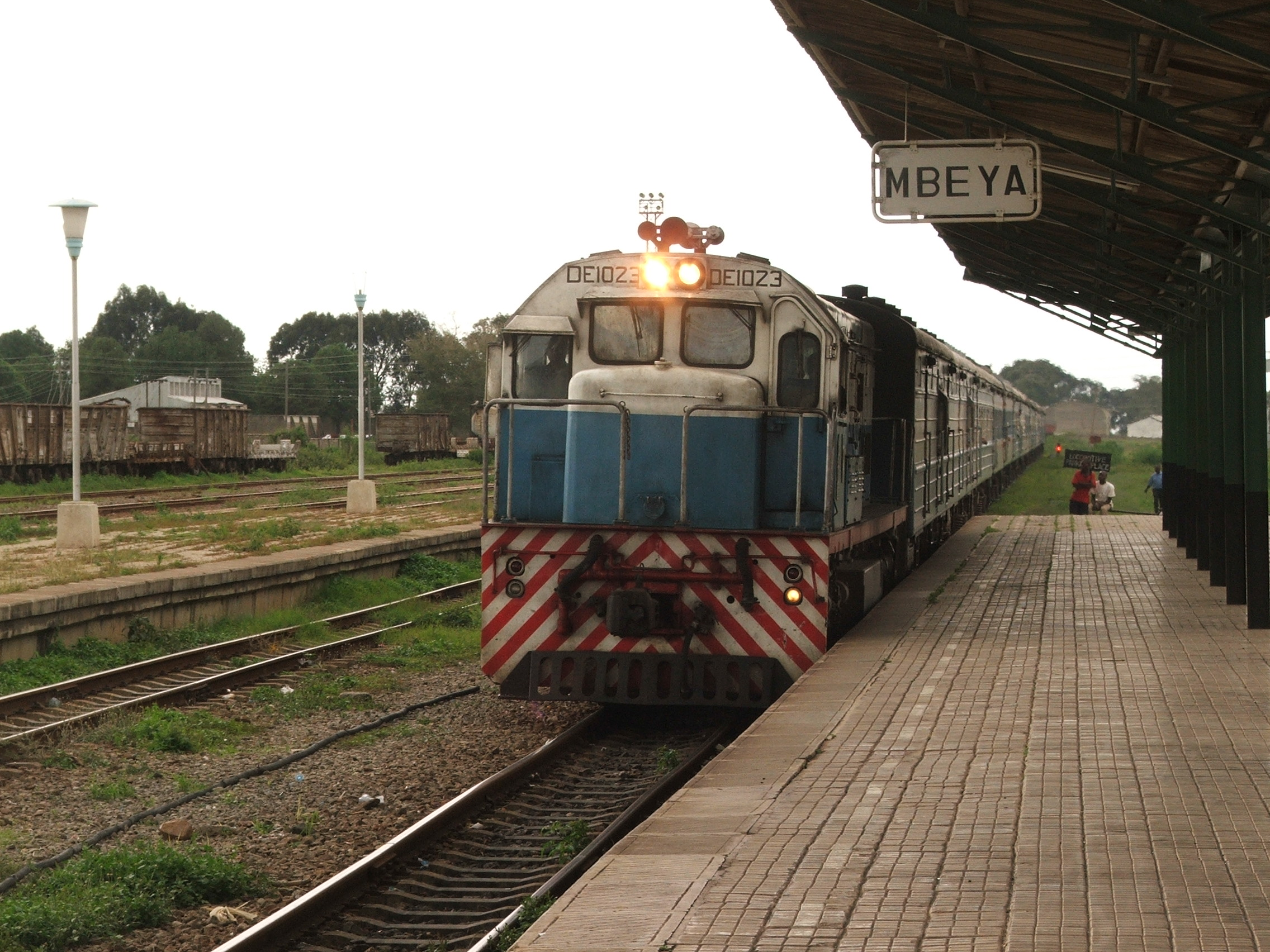
Zug der TAZARA bei der Einfahrt in Mbeya

Auf der Strecke der TAZARA, die innerhalb Tansanias verläuft, verkehren drei Reisezüge in jede Richtung pro Woche. Der Güterverkehr ist auch nicht sehr bedeutend, da die Anbindung im Hafen Daressalam nie adäquat funktionierte und die Effizienz südafrikanischer Häfen nie erreichte. Ein bis dreimal im Jahr verkehrt der südafrikanische Luxuszug Pride of Africa des Betreibers Rovos Rail in der Relation Kapstadt–Daressalam über die Strecke.

### Tanga Line
Auf der Tanga-Line von Tanga über Moshi nach Arusha findet derzeit kein Personenverkehr statt.

### Normalspur
Die Tanganjikabahn und die Bahnstrecke Tabora–Mwanza wird in Normalspur neu gebaut. In Publikationen wird dieses Projekt meist englisch SGR (Standard Gauge Railway) genannt. Dahinter steht zum einen das Interesse der Politiker, weil Neubau spektakulärer und politisch wirksamer ist als Reparatur und Unterhalt des Bestandes. Zum anderen wird das Projekt von dem strategischen Interesse der Volksrepublik China nach verlässlicher Transportinfrastruktur zwischen den Bergbaugebieten im Osten der Demokratischen Republik Kongo (DR Kongo) und den Häfen am Indischen Ozean getragen. Das erste Projekt dieses Vorhabens ist eine neue Strecke zwischen Daressalam und Mwanza am Viktoriasee. Der erste Abschnitt zwischen Daressalam und Dodoma wurde im Juli 2024 in Betrieb genommen.
Diese Strecke ist Teil eines größeren Projekts von 2561 km Bahnstrecken, die Tansania mit Ruanda, Burundi und der DR Kongo verbinden sollen. Eine ergänzende Strecke zwischen Tabora und Kigoma (506 km) ist zusätzlich vorgesehen.
Die Höchstgeschwindigkeit auf den elektrifizierten Strecken soll bis zu 160 km/h betragen. Die eingleisige Strecke soll 1219 km lang und mit 25 kV Wechselspannung bei 50 Hz elektrifiziert werden.
Die ursprünglich veranschlagten Gesamtkosten von etwa 8 Mrd. Euro sollten in Höhe bis zu ca. 6,3 Mrd. Euro durch einen Kredit der chinesischen Eximbank finanziert werden. Ende 2022 – das Projekt ist noch lange nicht fertiggestellt – hatte Tansania dafür bereits etwa 9 Mrd. Euro ausgegeben – weitere Kreditaufnahme war erforderlich.
Weiterhin soll im Süden Tansanias vom Indischen Ozean (Mtwara) zum Njassasee (Mbamba Bay) eine Bahnlinie gebaut werden, die jedoch noch nicht finanziert ist.
Die Staatspräsidentin Samia Suluhu Hassan ordnete 2024 an, die Personenbahnhöfe der Standard Gauge Railway nach aktuellen und ehemaligen Staatsoberhäuptern von Tansania sowie weiteren nationalen Führern benannt werden, um ihre Beiträge zur sozioökonomischen Entwicklung des Landes zu würdigen, nachdem der Generaldirektor der Tanzania Railway Corporation der Präsidentin die Benennung des Bahnhof Dodoma SGR nach ihr vorschlug:
| Bahnhof    | benannt nach        |
| ---------- | ------------------- |
| Daressalam | John Magufuli       |
| Morgoro    | Jakaya Kikwete      |
| Dodoma     | Samia Suluhu Hassan |
| Tabora     | Ali Hassan Mwinyi   |
| Shinyanga  | Abeid Amani Karume  |
| Mwanza     | Julius Nyerere      |
| Kigoma     | Benjamin Mkapa      |

The Transportminister Makame Mbarawa gab 2024 bekannt, dass die Zuggarnituren ebenfalls nach tansanischen Staatsoberhäuptern wie zum Beispiel Samia Express und Magufuli Express, aber auch nach anderen beliebten Orten und Touristenattraktionen wie zum Beispiel Serengeti Express getauft werden.

## Film
- Michael Mattig-Gerlach: Lebensnerv der Savanne – Mit der Tazara in Tansanias Süden, Dokumentation, D, 2014, 29 Min. Folge 807 aus der Reihe Eisenbahn-Romantik von Hagen v. Ortloff.
- Michael Mattig-Gerlach: Des Kaisers alte Gleise. Dokumentation, D, 2014, 29 Min. Folge 810 aus der Reihe Eisenbahn-Romantik von Hagen v. Ortloff.